# Израильско-сингапурские отношения
Израильско-сингапурские отношения — международные отношения между Израилем и Сингапуром. Отношения между этими двумя странами крайне теплые. Известно также, что у них Особые отношения. (англ.) Оба государства установили дипломатические отношения в мае 1969 года. У Израиля есть посольство в Сингапуре. Сингапур представлен в Израиле нерезидентным послом, который находится в Сингапуре (в МИДе Сингапура), а также почетным консульством в Тель-Авиве.
Оба государства широко сотрудничают в сфере безопасности: ведутся совместные разработки в сфере вооружений, а также большое количество коммерческих сделок в оборонном деле.

## История
После отделения Сингапура от Малайзии в августе 1965 года, он установил полные дипломатические отношения с Израилем. Однако, Сингапур поддерживал эти отношения на невысоком уровне в течение последующих 30 лет из-за своих отношений с мусульманскими соседями: Малайзией и Индонезией. При формировании вооруженных сил и национальной программы срочной службы, правительство Сингапура взяло за основу АОИ. С 1966 года израильские военные советники были приглашены в Сингапур для тренировок местных военных. Израиль также поставлял военную технику, такую как танки и ракеты. В 1968 году в Сингапуре было основано израильское торговое представительство, а позже его статус был повышен до посольства в том же году.
В апреле 1986 года министр иностранных дел Сингапура Suppiah Dhanabalan посетил Израиль. Израильский президент Хаим Герцог совершил ответный визит в Сингапур 18-19 ноября 1986 года. Визит Герцога в город-государство вызвал злостные протесты правительств Малайзии и Индонезии. Малайское правительство временно приостановило поставку воды в Сингапур через Johor–Singapore Causeway. Несмотря на этот инцидент, сингапурско-израильские отношения продолжили расширяться. К 1991 году израильская торговля с Сингапуром составила $79 млн в экспорте и $43 млн в импорте. Согласно Якобу Адаби, Сингапур стремился сохранить имидж беспристрастного наблюдателя в арабо-израильском конфликте. Поддерживая оборонные и экономические связи с Израилем, Сингапур одобрил резолюцию ООН № 242 и № 338 для сохранения отношений с мусульманскими соседями и другими арабскими странами.
В феврале 2017 года израильский премьер-министр Биньямин Нетаньяху и его супруга Сара посетили Сингапур. Их принимал глава сингапурского правительства Ли Сяньлун. Во время визита, премьер министр Сяньлун высказывался в пользу решения «Два государства для двух народов» в арабо-израильском конфликте. В отличие от визита 1986 года, присутствие в городе-государстве израильского лидера не вызвало на этот раз никаких демаршей со стороны Малайзии и Индонезии. Нетаньяху также встретился с членами сингапурской еврейской общины и посетил синагогу Маген-Авот.
В декабре 2018 года Израиль посетил генеральный инспектор полиции Сингапура Хонг Уи Тик вместе с делегацией высших офицеров полиции. Это первый подобный визит главы сингапурской полиции в еврейское государство за последние 20 лет. Делегация ознакомилась с деятельностью подразделений пограничной полиции МАГАВ, с современными технологическими средствами, стоящими на вооружении у МАГАВ, а также возможности израильской полиции в борьбе с преступностью и терроризмом.

## Соглашения
В 2005 году оба государства подписали пакт об облегчении торговли и инвестиций между двумя странами во время визита в Израиль премьер-министра Сингапура Го Чок Тонга и его встречи с членами израильского кабинета министров, а также с премьером Ариэлем Шароном. В феврале 2017 года премьер-министр Биньямин Нетаньяху стал первым главой израильского правительства, который посетил Сингапур в последние 30 лет.
Сингапур был одной из 41 страны, которые воздержались от голосования по резолюции о «Статусе Палестины в ООН» на Ген. Ассамблее 29 ноября 2012 года. Премьер-министр Сингапура Masagos Zulkifli заявил, что Сингапур верит, «что только переговоры согласно Резолюции Совбеза ООН № 242 могут стать основной для живого, долгого мирного решения» и что «обе стороны имеют законные права и поделенные обязанности и должны быть готовы пойти на компромисс для достижения длительного и нерушимого мира».

## Сотрудничество

### Бизнес и торговля
В 1990 году сингапурско-израильская торговая палата начала свою работу.
В 2013 году объёмы сингапурско-израильской торговли составили 1.956 млрд сингапурских долларов (увеличение на 24,6 % за год с 2012 года) согласно данным посольства Израиля в Сингапуре. Сингапур является нетто-импортером товаров из Израиля, в то время как Израиль экспортирует в основном электрическое оборудование, а Сингапур экспортирует в основном машинное и компьютерное оборудование в Израиль.

### Военное сотрудничество
В январе 1968 года до установление дип. отношений, Сингапур подписал соглашение о покупке 72 лишних танков AMX-13 в Израиле. К 1980-м годам у Сингапура было более 350 таких танков.
В то время как Вооружённые силы Сингапура развивались в конце 1960-х, Сингапур принимал советы и консультации от опытных военных для формирования достойной вооруженной пост-независимости. Израиль ответил на запрос и предоставил доктрину и разработку для армейских тренировок. Из-за различных проблем с соседями-мусульманами, Сингапур держал и разрабатывал подобные операции в условиях секрета.
В течение многих лет Сингапур и Израиль получают выгоду от взаимного сотрудничества. Сегодня оба государства разделяют военные платформы, включая воздушные аппараты раннего предупреждения, противотанковые и противовоздушные ракетные системы, воздушные и разведывательные технологии.
В феврале 2022 года Израиль принял участие в проходившей в Сингапуре выставке «Singapore Airshow 2022», на которой были представлены беспилотные летательные аппараты и ракеты. Некоторые из представленных экспонатов были разработаны израильскими концернами «Elbit Systems», «Rafael Advanced Defense Systems», «Israel Aerospace Industries» и проч. совместно с сингапурскими коллегами. Выставку также посетил начальник генштаба АОИ.

### Образование и наука
В июне 2021 года израильское Управление инноваций при министерстве науки и сингапурское Агентство по развитию предпринимательства подписали соглашение о формировании совместного фонда по финансированию научных исследований и разработок.